# Musei del Veneto
Elenco dei musei del Veneto suddiviso per province e in ordine alfabetico. Questa lista è suscettibile di variazioni e potrebbe essere incompleta o non aggiornata.

## Provincia di Belluno

### Belluno
- Museo civico
- MiM - Museo Interattivo delle Migrazioni
- Museo regionale dell'Uomo in Cansiglio "A. Vieceli"[1]

### Feltre
- Area archeologica
- Galleria d'arte moderna C. Rizzarda
- Museo civico
- Museo diocesano di arte sacra
- Museo dei Sogni, Memoria, Coscienza e Presepi

### Cortina d'Ampezzo
- Museo della Grande Guerra al Forte Tre Sassi
- Museo Paleontologico "R. Zardini”
- Museo d'Arte Moderna "M. Rimoldi”
- Museo Etnografico "Regole d'Ampezzo”

### Pieve di Cadore
- Casa natale di Tiziano Vecellio
- Museo dell'occhiale
- MARC - Museo Archeologico Cadorino

### Val di Zoldo
- Museo del ferro e del chiodo
- Museo etnografico di Goima
- Polo museale di Pieve di Zoldo

### Altri
- Museo Mineralogico e Paleontologico, Agordo
- Museo Palazzo Corte Metto, Auronzo
- Museo Albino Luciani, Canale d'Agordo
- Museo Etnografico degli Zattieri del Piave, Castellavazzo
- Museo etnografico provinciale di Seravella, Cesiomaggiore
- Museo storico della bicicletta Toni Bevilacqua, collezione Sanvido, Cesiomaggiore
- Messner Mountain Museum Dolomites, Fortezza Monte Rite, Cibiana di Cadore
- Museo A. Murer, Falcade
- Museo del Vajont, Longarone
- Museo civico archeologico, Mel
- Necropoli paleoveneta, Mel
- Museo della Grande Guerra in Marmolada, Rocca Pietore
- Museo Vittorino Cazzetta, Selva di Cadore

## Provincia di Padova

### Padova
- Esapolis
- Loggia e Odeo Cornaro
- Musei civici agli Eremitani
- Museo antoniano
- Museo archeologico ambientale delle acque del padovano
- Museo della terza armata
- Museo del Risorgimento e dell'età contemporanea
- Museo del precinema
- Museo diocesano
- Museo veneto del giocattolo
- Palazzo Zuckermann (Museo di arti applicate, Museo Bottacin)
- Museo dell'internamento
- Museo di storia della fisica dell'Università di Padova
- MUSME - Museo della storia della medicina in Padova

### Altri
- Museo della centuriazione romana, Borgoricco
- Museo dell'aria e dello spazio, Due Carrare
- Museo nazionale atestino, Este
- Museo Civico "Antonio Giacomelli", Montagnana
- Casa del Petrarca, Arquà Petrarca
- Museo di arte contemporanea Dino Formaggio, Teolo

## Provincia di Rovigo

### Rovigo
- Accademia dei Concordi
- Museo dei grandi fiumi
- Pinacoteca del Seminario vescovile

### Altri
- Museo archeologico nazionale di Adria, Adria
- Museo civico A.E. Baruffaldi, Badia Polesine
- Museo della giostra e dello spettacolo popolare, Bergantino
- Museo civico, Castelnovo Bariano
- Museo archeologico nazionale di Fratta Polesine, Fratta Polesine
- Museo comunale didattico, Melara
- Museo regionale veneto della bonifica, Taglio di Po
- MUseo VIrtuale del Garofolo (MuViG), Canaro

## Provincia di Treviso

### Treviso
- Musei civici di Treviso
- Complesso di Santa Caterina
- Museo civico Luigi Bailo
- Museo di Casa da Noal
- Museo diocesano d'arte sacra
- Musei del Seminario vescovile
- Museo Nazionale Collezione Salce

### Oderzo
- Museo Brandolini Rota
- Museo civico archeologico Eno Bellis
- Museo di apicoltura Guido Fregonese
- Pinacoteca Alberto Martini

### Vittorio Veneto
- Fondazione Minuccio Minucci
- Museo del Cenedese
- Museo della battaglia di Vittorio Veneto
- Museo diocesano Albino Luciani
- Museo diocesano di scienze naturali Antonio De Nardi

### Altri
- Museo civico, Asolo
- Casa Giorgione, Castelfranco Veneto
- Museo Civico, Castelfranco Veneto
- Museo agricolo e museo dell'arte conciaria, Castelfranco Veneto
- Casa museo di Giovanni Battista Cima, Conegliano
- Museo civico, Conegliano
- Caserma Milano, Crespano del Grappa
- Museo civico di storia naturale, Crocetta del Montello
- Villa Lattes, Istrana
- Villa Barbaro e museo delle carrozze, Maser
- Museo civico naturalistico, Maserada sul Piave
- Museo dello scarpone e della calzatura sportiva, Montebelluna
- Museo civico di storia e scienze naturali Bellona, Montebelluna
- Museo dei soldati del Montello, Nervesa della Battaglia
- Museo Toti dal Monte, Pieve di Soligo
- Gipsoteca canoviana, Possagno
- Museo casa natale di San Pio X, Riese Pio X
- Museo soldati della battaglia di San Biagio di Callalta, San Biagio di Callalta
- Museo dell'uomo, Susegana
- Museo naturalistico Sperciglanus, Spresiano

## Città metropolitana di Venezia

### Venezia

#### Cannaregio
- Galleria Giorgio Franchetti alla Ca' d'Oro
- Museo Ebraico di Venezia

#### Castello
- Museo di Palazzo Grimani
- Museo storico navale
- Museo Querini Stampalia
- Museo delle icone - Istituto Ellenico
- Scuola Dalmata dei Santi Giorgio e Trifone

#### Dorsoduro
- Gallerie dell'Accademia
- Museo del Settecento veneziano
- Peggy Guggenheim Collection
- Punta della Dogana
- Pinacoteca Manfrediniana
- Galleria di Palazzo Cini
- Scuola Grande dei Carmini
- Museo Vedova

#### Santa Croce
- Museo d'arte orientale
- Museo di storia del tessuto e del costume
- Galleria internazionale d'arte moderna
- Museo di storia naturale

#### San Marco

##### Area marciana
- Museo archeologico nazionale di Venezia
- Palazzo Ducale
- Museo Correr
- Tesoro della basilica di San Marco
- Sale monumentali della Biblioteca nazionale Marciana
- Museo diocesano d'arte sacra
- Torre dell'orologio

##### Altro
- Museo Fortuny
- Palazzo Grassi

#### San Polo
- Casa di Carlo Goldoni
- Scuola Grande di San Giovanni Evangelista
- Scuola Grande di San Rocco

#### Isole e terraferma
- Le stanze del vetro, San Giorgio Maggiore
- Museo del vetro, Murano
- Museo parrocchiale di San Pietro Martire, Murano
- Museo del merletto di Burano
- Museo provinciale di Torcello
- Museo dell'Isola del Lazzaretto Nuovo
- Pinacoteca e museo dei Padri Armeni Mechitaristi
- Museo del manicomio di San Servolo
- Museo M9, Mestre

### Altri
- Museo civico della Laguna Sud, Chioggia
- Museo di zoologia adriatica Giuseppe Olivi, Chioggia
- Quadreria comunale Luigi Diamante, Fossalta di Portogruaro
- Museo di storia naturale, Jesolo
- Museo archeologico nazionale concordiese, Portogruaro
- Museo archeologico nazionale di Altino, Quarto d'Altino
- Museo della Bonifica, San Donà di Piave
- Museo nazionale Villa Pisani, Stra
- Museo Rossimoda della calzatura, Stra

## Provincia di Verona

### Verona
Musei civici
- Museo civico di Castelvecchio
- Museo archeologico al teatro romano
- Museo degli affreschi Giovanni Battista Cavalcaselle
- Casa di Giulietta
- Centro internazionale di fotografia Scavi Scaligeri
- Museo civico di storia naturale
- Galleria d'arte moderna Achille Forti
- Museo lapidario maffeiano

Altri musei
- Palazzo Miniscalchi-Erizzo
- Museo africano
- Museo canonicale
- AMO
- Museo ferroviario di Porta Vescovo

### Altri
- Museo napoleonico G. Antonelli, Arcole
- Museo Sisàn, Bardolino
- Museo civico etnografico "La Lessinia: L'Uomo e l'Ambiente", Bosco Chiesanuova
- Museo civico Villa Carlotti, Caprino Veronese
- Museo civico archeologico, Cavaion Veronese
- Museo civico archeologico, Cologna Veneta
- Museo civico archeologico, Gazzo Veronese
- Museo civico archeologico, Isola della Scala
- Museo della Fondazione Fioroni, Legnago
- Centro ambientale archeologico di Legnago, Legnago
- Musei del Castello Scaligero, Malcesine
- Museo della pesca, Peschiera del Garda
- Museo archeologico, Povegliano Veronese
- Museo Walter Rama, Rivoli Veronese
- Museo dei fossili, Roncà
- Museo civico, San Bonifacio
- Museo paleontologico e preistorico, Sant'Anna d'Alfaedo
- Museo etnografico dei Cimbri Monsignor Cappelletti, Selva di Progno
- Museo storico degli Alpini e della civiltà locale, Lugagnano di Sona
- Museo del Castello Scaligero, Torri del Benaco
- Museo dei fossili della Lessinia, Velo Veronese
- Museo dei fossili di Bolca, Vestenanova
- Museo del Risorgimento, Villafranca di Verona
- Museo Nicolis, Villafranca di Verona

## Provincia di Vicenza

### Vicenza
- Musei civici di Vicenza:[2]
  - Museo di Palazzo Chiericati
  - Museo naturalistico archeologico
  - Museo del Risorgimento e della Resistenza
- Museo Diocesano
- Palladio Museum
- Gallerie di palazzo Leoni Montanari
- Museo storico scientifico naturalistico del Seminario vescovile[3]
- Basilica di Monte Berico e raccolta ex voto del santuario
- Museo del gioiello[4]
- ViArt Centro Espositivo dell'Artigianato Artistico Vicentino[5]
- Museo della scienza e della tecnica – MUST (presso ITIS Rossi)[6]
- Collezione privata "Da Schio"[7]
- Santi Felice e Fortunato Museum[8]

### Asiago
- Centro di informazione multimediale sulla Grande Guerra[9]
- Forte Interrotto
- Museo all'aperto di Monte Zebio[10]
- Museo della grande guerra 1915-18 Battaglia Tre Monti
- Museo naturalistico didattico Patrizio Rigoni
- Museo del Sacrario di Asiago
- Museo dell'acqua[11]

### Bassano del Grappa
- Museo civico
  - Palazzo Bonaguro
  - Museo della ceramica
  - Museo della stampa Remondini
- Museo degli Alpini
- Poli Museo della grappa
- Museo "Hemingway e volontariato americano nella grande guerra"[12]

### Breganze
- Museo del maglio[13]
- Antica Officina Radin - Piccolo Museo dell'artigianato breganzese[14]

### Brendola
- Mostra permanente di reperti archeologici[15][16]
- Museo d'arte orientale Obrietan[17]

### Chiampo
- Museo francescano "Aurelio Menin"[18]

### Chiuppano
- Museo naturalistico delle Bregonze[19]
- Museo della Grande Guerra[20]

### Costabissara
- Esposizione archeologica permanente[21]

### Crespadoro
- Museo etnografico[22][23]

### Foza
- MECF (Museo etnografico della comunità di Foza)[24]

### Gallio
- Museo dei fossili dell'Altopiano[25]

### Gambellara
- Museo del vino Zonin[26]

### Grancona
- Museo della civiltà contadina "Carlo Etenli"[27]

### Isola Vicentina
- Mostra didattica permanente "Communitas Insularum"[28]

### Lonigo
- Museo degli ex voto del Santuario della Madonna dei Miracoli[29]
- Museo della pesca[30]

### Lugo di Vicenza
- Museo dei fossili Pierluigi Malinverni[31]

### Lusiana Conco
- Museo Palazzon[32]
- Villaggio preistorico del Monte Corgnon[33]
- Parco del Sojo
- Giardino alpino "Dario Broglio"[34]

### Malo
- Museo dell'arte serica e laterizia[35]
- Museo Casabianca[36]
- Museo della civiltà rurale della Val Leogra[37]
- Museo Mondonovo Maschere

### Marostica
- Castello inferiore - Museo dei costumi e delle armi della partita a scacchi[38]
- Ecomuseo della paglia nella tradizione contadina[39]
- Museo ornitologico "Massimino Dalla Riva"[40]

### Montecchio Maggiore
- Museo di archeologia e scienze naturali Giuseppe Zannato
- Museo delle forze armate 1914-1945

### Monte di Malo
- Museo Paleontologico del Priaboniano "Renato Gasparella"[41][42]
- Parco del Buso della Rana

### Montegalda
- MUVEC - Museo veneto delle campane[43]
- Mostra permanente di Antonio Fogazzaro[44]

### Nove
- Museo civico della ceramica "Giuseppe De Fabris"[45]

### Orgiano
- Museo della vita quotidiana e lavoro in villa

### Pove del Grappa
- Museo dello scalpellino "A. Bosa"[46]

### Recoaro Terme
- Museo della vita del soldato nella Grande Guerra
- Sito archeologico località Campetto e Cima Marana[47]
- Museo internazionale delle impronte dei grandi della fisarmonica[48]

### Roana
- Museo dei cuchi[49]
- Museo storico della Grande Guerra 1915-1918
- Museo storico militare forte di Punta Corbin
- Collezione Rovini
- Museo della tradizione cimbra[50]
- Ecomuseo del Ghertele[51]

### Romano d'Ezzelino
- Museo dell'automobile Bonfanti-Vimar

### Rotzo
- Museo archeologico dei Sette comuni[52]
- Parco archeologico del Bostel

### San Vito di Leguzzano
- Museo etnografico sulla lavorazione del legno

### Salcedo
- Museo storico della bicicletta "Toni Bevilacqua"[53]

### Santorso
- Museo archeologico dell'Alto vicentino
- Parco e villa Rossi

### Schiavon
- Poli Museo della grappa

### Schio
- Museo civico Palazzo Fogazzaro
- Spazio espositivo Lanificio Conte
- Laboratorio della civiltà industriale - Ecomuseo dell'Archeologia Industriale
- Mostra permanente "Il mondo dei treni in miniatura"[54]
- Giardino Jacquard
- Laboratorio didattico ambientale "Giocoscienza"[55]
- Nel Regno delle Farfalle - Museo naturalistico entomologico
- Museo geomineralogico e del caolino
- Museo del cavallo e degli attrezzi rurali[56]

### Solagna
- Piccolo museo 1915-1918 "Roberto Favero" e trincea di San Giovanni[57]

### Sossano
- Museo storia e memoria Colloredo[58]

### Thiene
- Museo di arte sacra - Duomo di Thiene

### Tonezza del Cimone
- Museo etnografico "Caselo dei Grotti"[59]
- Centro visite della Grande Guerra[60]

### Trissino
- Museo della comunicazione "G. Tibaldo" , ,

### Valbrenta
- Museo diffuso Alta via del tabacco
- Covolo di Butistone
- Tagliata della Scala
- Museo etnografico Canal di Brenta[61]
- Museo di speleologia e carsismo "Alberto Parolini"[62]
- Museo delle cartiere di Oliero
- Museo del tabacco e del recuperante[63]

### Valdagno
- Museo civico "Domenico dal Lago"[64]
- Museo delle macchine tessili[65]

### Valli del Pasubio
- Segheria alla veneziana
- Sacrario militare del Pasubio
- Museo degli antichi mestieri[66]

### Velo d'Astico
- Mostra fotografica permanente su "Antonio Fogazzaro e il suo Piccolo Grande Mondo"[67]

### Villaverla
- Museo del forno Offmann - Fornace Trevisan[68]